# Liste des tribus chaouies
 (janvier 2018).
Si vous disposez d'ouvrages ou d'articles de référence ou si vous connaissez des sites web de qualité traitant du thème abordé ici, merci de compléter l'article en donnant les références utiles à sa vérifiabilité et en les liant à la section « Notes et références ».
Le patriarche des Chaouis serait Medghassen ancêtre des Zénètes et des Botrs selon Ibn Khaldoun. Les historiens modernes classent les berbères de la région dans le groupe des Massyles et Gétules formés par les Zénètes (principalement les habitants des Aurès au Moyen Âge).
Les Chaouis font partie des Zénètes (tout comme les Ifren, Maghraouas, Djerawa et les Zianides ou Abdalwadides), des Houaras et des Awarbas.

## Principales tribus
Les principales tribus berbères dans les Aurès : 
1. Ayt Aâdi originaires des environs de la ville de Batna.
2. Ayt Ghouata se confond avec la grande tribu berbère Laâwawta ou Luwata ou Louwa au singulier au pluriel Ilwaten (fractions de B. Badis et B. Rihan de N'gaous et la tribu de B. Séada qui sont tous berbères dans les Aurès) [4].
3. Haraktas c'est une fraction de la grande tribu des Houaras, ils se situent principalement dans les Wilaya de Oum El Bouaghi (Oum El Bouaghi, Ain el Baida) et de la Wilaya de Batna (El Madher).
4. Asouamaâ originaire de Lazrou.
5. Srahna originaires de Kimmel[5]. Ils sont formés par les villages allant de la forêt de Kimmel jusqu'au nord de la Wilaya de Biskra.
6. Cheurfa originaires des villages de  Kimmel et qui ont été en partie arabisés[5].
7. Ayt Zyan (Zyan sont d'origine berbère, ils font partie des Zénètes), Ils sont formés par les tribus : les  Houamed, les  Fizara, les Amra, les  Zerara, les  Sebgag, les  Said et les  Arif. Ils sont dans Djemorah, Branis, Beni Souik et Guedila, Ain Touta, El Ksour, Tilatou et N’Gaous.
8. Righa groupe important qui appartient aux Maghraouas, installé principalement dans les plaines et qui a eu un rôle important dans l'histoire de la région des Aurès et ses alentours.
9. Sindjas tribu  appartenant aux Maghraouas et prirent les montagnes et était en conflit avec les Righa continuellement.
10. Touaba tribu des Regions d'Arris, d'Ichemoul, Oued taga…
11. ayt Mloul Region de khenchela.
12. ayt boughedir tribu  appartenant aux ( Mérinides ) de Batna, de Khenchela, d'Oum El Bouaghi, de Tébessa qui a eu un rôle important dans la conquêtes de l’Andalousie.

## Les grandes tribus chaouiyas de la rive nord ou les Aurès inférieures

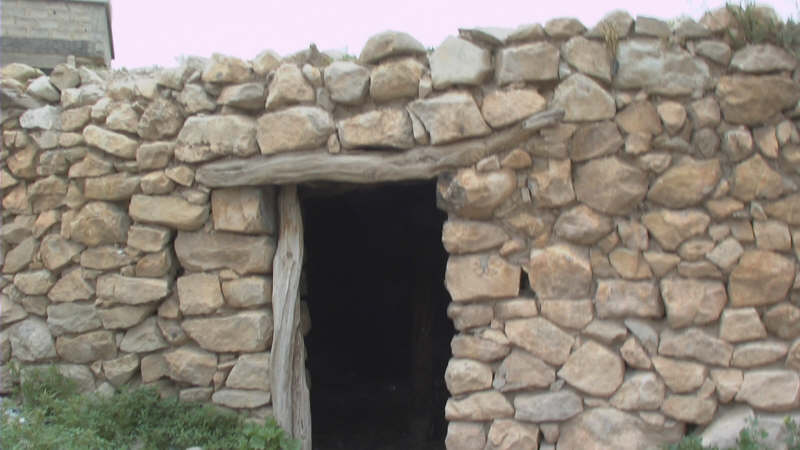
Maison traditionnelle chaouie

Les grandes tribus de la rive nord sont :
1. Bouzid
2. Ayt Ali u sabor, originaire de dj Guetiane à Ras el Aioun, N'Gaous et Ain Azel.
3. Ayt Moussa u Yahia, originaire de dj Boutaleb.
4. Ayt AbdNur (Tadjenanet, El Mechira)
5. Ayt Sellam, originaire de Ras El Aioun et Ouled Sellam, tribu berbère ayant Sellam comme ancêtre (un Romain chrétien).
6. Ayt Fatma, originaire de Merouana, selon la légende, ils descendent de Fatma Tazoughert, mais revendique leur ancienne appartenance aux Fatimides.
7. les Haraktas  ou ih'erkateyyen, tribu issue des Houaras[6]   ou des Zénètes [7].originaire de El Madher[8], Bouarif. Ils sont voisins des Achaach et des Ayt Ali.
8. Ijratnen.
9. Isegneyyen, comprenant les Ayt Bouabdallah, les Ayt H'med, les Dhouafriya et les Ayt Ke'aaba.
10. Ayt A'ziz ou Aziz (on les trouve aux Aurès et à Annaba. Cette tribu est mélangée aux Zemouls et aux Sellaoua[9].
11. Ayt Mhenna.
12. Ihlaymiyan.
13. Ihidousen Hidoussa(Merouana)
14. Houraras a Dajerma.
15. Ayt Mhemmed.
16. Ayt Sidi Lhadj.
17. Ayt Soltane Sefiane, Belezma et N'gaous (voisine de la tribu des Ayt Ifren)[10] et Merouana. Une tribu que serait apparentée à la grande tribu des Ayt Soltane berbère. Mais selon la légende, ils seraient des descendants de Fatma Tazoughert. Ils ont construit le Ksar de Belezma dans les montagnes de Belezma.
18. Ayt Moumen et les Ouillens, du cercle de la Calle extreme nord de Souk Ahras[11].
19. Ayt Si Slimane, voisine des Banou Ifren de N'gaous et originaire de Ouled Si Slimane.
20. Ayt boufnar (présente uniquement à Constantine.
21. Ayt Bou Aoun, origine de Zanat El Beida[12].
22. Tletes de Seriana[12].
23. Sedrata, tribu Zénète, également présente à Sedrata dans la Wilaya de Souk-Ahras.
24. Berzal, originaire de M'Sila et Zénète. Au Moyen Âge, ils réussissent à fonder un État indépendant en Andalousie à Carmona (ville espagnole), ils étaient alliés à Abu Yazid[13].
25. Ulhasa au nord, environ de Annaba et dans la région de témouchent sont des Zénètes.

Le regroupement tribal a été facilité, car ses individus présentent un ensemble de caractères  artistiques, linguistiques, communs. Cette ethnie occupe toute la région plate et montagneuse au nord-ouest de la ville de Batna, au sud est de la ville de Sétif et au nord est de la ville de M'Sila.
C’est dans ces poches montagnardes que subsistent encore les dernières originalités culturelles et linguistiques chaouies.
Du point de vue du nombre, nul ne peut donner un chiffre exact d’évaluation de ce premier ensemble, tant les éléments de ce groupe social sont mobiles.
On les retrouve à Batna, Merouana, Ras El Aioun, Seriana, Oued El Ma (Ighzer n'waman), N'gaous, Oued Chaaba, Aïn Fakroun, Aïn Kercha, Hanchir Toumghani, Oum-El-Bouaghi, etc..

## Les grandes tribus chaouiyas de l’Aurès central ou Moyen Aurès
1. Les chaouias arabisés (par tribus) :
1. Bouzid
2. Ayt si Ahmed Benameur
3. Ayt Ifren (qui veut dire grottes en chaoui), établies à  N'Gaous et appartiennent aux Zénètes.
4. Ayt Tazaght
5. Fezazna de la ville de Batna. Ils sont originaires de Fezzan (Izenagen)

Ce groupe s’exprime dans une proportion de 15 à 20 % en chaoui. Le reste s’exprimant en arabe dialectal ou tadzarit. Ils constituent l’essentiel de l’exode rural vers les villes de Batna, Tebessa, Aïn M'lila, Biskra, Khenchela, Guelma, etc.
2. Les chaouiyas de la plaine par tribu : (berbérophones)
1. Ayth Chlih, originaire de Oued Chaaba et voisin des Ouled Fatema de Merouana.
2. Ayt Sidi Yahia, un groupe Zénète, originaire de Lambèse.
3. Ayt Hamla (Condorcet), non loin de la ville de Batna.

Devant une telle variété, on se rend aisément compte qu’il est facile de signaler certains traits de similitude culturelle de ce groupe avec leurs cousins de la rive nord.

## Les chaouis de l’Aurès supérieure (Rive sud)
Les grandes tribus de la rive sud sont :
Les Ayth Yakoub regroupent  les quatre tribus suivantes les  Ayth Ali ben Youcef, les Ayth ali ben Daoud, les ouled Madhi et les ouled Messelem. Chaque village est formé du moins de ces quatre tribus. Ils étaient obligés  à vivre ensemble. Avant l'occupation française les quatre tribus faisaient la guerre contre les Touabas et lee Ayth Zeyan (Zianides).
Le  regroupement majeur de cette région d'après le livre de la Société de géoghraphie française est :
- Touabas, Ayth Zeyan, Ayth Nara, Ayth Taghout, Ayth Bouzina, Ayth Fédhala, moitié des Beni Frah, Ayth Mouchenach.
- Ayth Abdi,ayth daoud Ayth Oumm er reha, Ayth El arbaâ, moitié de Ayth Maafa (Zénète ou Sanhadja ou Masmouda), Ayth Azouz, Ayth Bouslimane, Ayth Melloul, Ayth Oudjana  origine le massif de Oudjana et sont Zénètes, ils ont été attaqués par les Ayth Daoud, ces derniers voulaient leur prendre les terres de Médina, Ayth Laâchach ont été chassés de Oued Taga par les Ayth Zian et les Ayth Daoud.
- Ayth Habbas, tribu venant du Maroc s'installe à Menaa,ils vont joué un rôle important en unifiant les tribus chaouis pouqu'ils puissent vivre ensemble dans une même ville. Ils vont prendre de chaque tribu des familles et les font placées ensemble dans un village.
- Ayth Daoud aussi appelés « Les Touabas » origine Tighanimine près des gorges de Ghoufi(Tighanimine qui veut dire les roseaux), Delartigue les places dont le groupe des Awrabas. Avant, ils luttaient contre les Ayth Abdi, les Ayth Oudjanaet les Ayth Bouslimane[15].

D'autres recherches livrent des noms de tribus ainsi que leur localité et une brève histoire.
1. Ayth sâada (commune de Menaa, Tigherghar, Ain Zaatout à Biskra, Maafa)
2. Ighassiren.
3. Ayt Yehmedh.
4. Ayth Timessounin.
5. Icherkyene (Ahmar khedou) à Amantane (qui veut dire en chaoui le sommet élevé)
6. Nememchas, ils sont issus de la tribu des Houaras, ils sont à Tebessa.
7. Ayth Fédhala, ils trouvent à  Tahament, Djebel Groum, Meryem.
8. Ayth Larbaa, ils sont d'origine Zénètes.
9. Ayth Frah, selon Delartigue, il les classe parmi les Zénètes. Ils se trouvent à Ain Zaatout[16].
10. Ayth Fadhel.
11. Ayth Abdi.
12. Laâchach sont originaires de Bouarif et habitent Timgad et ses environs, ils sont Zénètes.
13. Ayth Sidi Ali.
14. Ayth Ameur sont Zénètes.
15. Ouled si moussa sont Zénètes.
16. Ayth Badchia sont Zénètes.
17. Ouled Si Tayeb sont Sanhadja
18. Ayth Menacer sont Zénètes. La tribu des ayth Menacer a constitué l'un des premiers maillons de la résistance populaire algérienne contre l’occupant français, en sacrifiant sur l’autel de la liberté ses meilleurs fils.
19. Ayth Oudjana sont Zénètes, ils se trouvent à Taouzient, Chélia, Mellagou, Yabous.
20. Amraoui, ils  sont de Chemora.
21. Amamra[17],noble tribu Chaoui, Ils sont d'origine de l'ouest de Mascula,Khenchela[18]. Ils sont nombreux dans la montagne de Fraoun[19].
22. Ayth Imloul  (Ayth Melloul) (Fils de "rené" en chaoui a M'Sara, Ouldja, Chemorra, Oum Bouaghi, Tébessa, Souk Naaman, Guelma, Béjai, Skikda(ayth Mehenna).... etc) et sont frères à Banou Ifren.
23. Iberjyen.
24. Ayth Bouslimane, formé par: Saadna et les Ouled Saadia T'Kout.
25. Ayt Bouzina(Ayth Benou et Ayth Nouacer) deux tribus sont originaires de Bouzina.
26. Ayth Souik.
27. Ayth Sidi Abdeslem.
28. Ayth Gacem.
29. Ayth Messaoud Ben Salah.
30. Ayth Mansour.
31. Ayth Yahia.
32. Amanras.
33. Rechaîch.
34. Tiffouragh.
35. Abderrezag sont Sanhadja.
36. Ameur sont Sanhadja.
37. Zerara sont Sanhadja.
38. Sidi Abdeslem Tkout.
39. Gacem Tkout.
40. Sidi Aissa.
41. Meradsa.
42. Alaoua origine Houara et prétendent descendre d'un romain qui porte le nom de Sellam.
43. Ayth El Hadj ou Hazini.
44. Halha.
45. Ah Wuzza.
46. Ayth Aissa de Blihoud ou Ah Aicha de blihoud (Arris)
47. Izahaffen à Arris.
48. Ihaddaden.
49. Igusar.
50. Ait smail de Mzata.
51. Ait Hakhribt à Arris.
52. Ugana[20].
53. Abdaoui.
54. Ouled Mimu.
55. Ulech.
56. Iquliain.
57. Maghraouas (Imeghrawen en chaoui)  la plus importante tribu Zénète originaire du village Maghraoua et de Biskra au Moyen Âge, la relation entre les gens de Médina (Ichmoul) et les Maghraoua est étroite[21]. Plusieurs tribus sont issues de cette tribu qui était sous la gouvernance des Khezar émir des Maghraouas avant le conflit entre chiite et kharidjite. les Izmerten et les Sadrata étaient établie dans cette région[21].

## Autres tribus
Ouled Sahnoun, Ouled Abderahmen, Zoui, Ouled Amor, Ouled Medjda, Beni Maâta, Kesseron, Azel, Ouled Ensighn, Ouled Zaid, Herman, Ouled Bou Djemaâ, Ouled ben Mohamed, Ouled ben Feroudj, Ouled Bechatch, Ouled Otsman, Ouled Bou derhem, les Ayth Ouchechna origine Zénète (Briket), Bou Diaf et Ben Abdallah, Bou Diaf, Ben chenouf, Ayth Idir et Ayth Bou Okkaz, Ayth Ahmed, Ayth Alouie, Ayth Ktir, Ayth Azziz, Ben Nacer Ben Sidi Nadji, selon Delartigue. Les Aouf.